# Bomolocha ammonia
Bomolocha ammonia är en fjärilsart som beskrevs av Druce 1890. Bomolocha ammonia ingår i släktet Bomolocha och familjen nattflyn. Inga underarter finns listade i Catalogue of Life.